# Biscuit de Chablis
Le biscuit de Chablis (également appelé biscuit Duché) est une spécialité culinaire du terroir bourguignon. Il se présente sous la forme d'un biscuit sec de type boudoir. Sa consommation demeure possible sous plusieurs formes : dégusté seul, trempé dans du vin ou du café, il peut également être utilisé pour la confection de pâtisseries et desserts variés tels que le tiramisu ou les tartelettes, au sein desquelles il fait office de trottoir. Sa particularité en tant que biscuit à tremper demeure le fait qu'il ne laisse pas de miettes dans le verre.

## Histoire
Le biscuit Duché fut créé par erreur en 1862 par le pâtissier chablisien Alfred Duché. Ce dernier ayant oublié des biscuits qu'il avait placés en étuve décida malgré tout de les enfourner afin de ne pas les gâcher. C'est en voyant le glaçage particulier qui s'était formé sur les biscuits et leur compatibilité avec les vins issus du vignoble local qu'il décida de les commercialiser. Bien que difficilement vérifiable du fait de l'époque à laquelle fut inventé ce biscuit, la légende raconte que cet oubli serait en réalité le fruit d'une soirée un peu trop arrosée. Le vaste terroir viticole et artisanal chablisien demeurant un contexte prolifique pour ce genre d'événements, cette rumeur partagée par les locaux s'avère relativement plausible.

## Confection
Le biscuit de Chablis est composé de farine, de sucre, d’œufs, de gomme adragante, de levure et de vanille en poudre. La confection exacte du biscuit de Chablis étant un secret de fabrication, la quantité de chaque ingrédient est gardée secrète. Néanmoins, il est admis que le glaçage si particulier qui caractérise le biscuit Duché est le fruit d'une réaction entre le blanc d’œuf et le sucre, à l'issue de la pousse du biscuit. Depuis sa création en 1862, la production du biscuit de Chablis n'a jamais changé d'établissement : il demeure encore aujourd'hui produit au sein de la même boulangerie au plein cœur de Chablis, les différents propriétaires au fil des années s'étant évertués à conserver cette tradition.

## Dégustation
Il existe plusieurs façons de déguster le biscuit de Chablis :
- seul en guise d'en-cas, lors du petit déjeuner, à l'heure du goûter ou à la fin d'un repas ;
- de manière transformée au sein de desserts et de pâtisseries ;
- à tremper dans le vin ou le champagne, le biscuit étant souvent proposé au sein de cavistes, maisons et domaines viticoles bourguignons lors de dégustations ;
- à tremper dans le café.